# Пасториус, Джако
Джа́ко Пасто́риус (англ. Jaco Pastorius; полное имя Джон Фрэ́нсис Э́нтони Пасто́риус Третий, англ. John Francis Anthony Pastorius III; 1 декабря 1951, Норристаун — 21 сентября 1987, Форт-Лодердейл) — американский джазовый бас-гитарист и композитор. Разработав оригинальный стиль и технику игры на инструменте, стал одним из наиболее авторитетных басистов второй половины XX века. Пасториус известен, прежде всего, своей работой в составе Weather Report (с 1976 до 1982), а также работой в ансамбле с Джони Митчелл и собственными сольными проектами.

## Биография
Джако Пасториус родился в Пенсильвании, но вскоре его семья
переехала в Форт-Лодердейл (Флорида), где к нему позже и пришла первая слава. Музыкальная карьера Пасториуса началась в 12 лет с игры на ударных, чему его обучил отец. В 13 лет из-за перелома руки и неправильного срастания костей Пасториус оставляет ударные и начинает изучать гитару, саксофон и фортепиано. В 15 лет Пасториуса ещё раз прооперировали, и он решил остановить свой выбор на бас-гитаре. В 1974 году он начал играть со своим другом Пэтом Мэтини. В 1976 году Пасториус был приглашён в группу Weather Report, где он играл с Джо Завинулом и Уэйном Шортером до 1982 года. 
Первый сольный альбом Джако Пасториуса (Jaco Pastorius) вышел в 1976 году. Диск оказал большое влияние на развитие джаз-фьюжн, со временем он был признан классическим и включен в многочисленные списки лучших альбомов этого жанра. В 1980—1984 годы Пасториус гастролировал по США и в Японии (1982) со своим биг-бэндом Word of Mouth.
Джако Пасториус записал также несколько альбомов с певицей Джони Митчелл и с другими известными джазовыми и рок-музыкантами.
В середине 1980-х годов у Пасториуса начались заметные проблемы с психикой,
налицо были симптомы маниакально-депрессивного психоза. Его здоровье ухудшалось из-за
употребления наркотиков и алкоголя, которые только усугубляли его неадекватное поведение. В итоге Джако Пасториус потерял уважение респектабельной публики и стал изгоем музыкального бизнеса, его выселили из квартиры за антисоциальное поведение, после чего он стал жить на улице. Летом 1986 года, при поддержке бывшей жены Ингрид и брата Грегори, он лечился в нью-йоркской клинике, после чего он вернулся в Форт-Лодердейл, но и там он был вынужден быть бродягой.

### Личная жизнь
Пасториус был дважды женат, от первого брака у него родились двое детей — Мэри (р. 1970) и Джон (р. 1971). Женившись во второй раз в 1978, в том же году Пасториус стал отцом двоих близнецов — Феликса Пасториуса (играет на бас-гитаре) и Джулиуса Пасториуса (играет на ударных). Дочь Мэри Пасториус также занимается вокальным джазом.

### Гибель
В 1987 году в Форт-Лодердейле в клубе «Midnight Club» одна из ссор с местным вышибалой закончилась дракой. Из-за полученных травм Джако впал в кому и его подключили к аппарату искусственного жизнеобеспечения. Первое время врачи прогнозировали улучшение. Однако повторное обследование Пасториуса показало, что из-за развившегося внутричерепного кровотечения наступила смерть мозга. Джако Пасториус скончался, не выходя из комы, 21 сентября 1987 года.

## Творчество
Творчество Пасториуса носит выраженно экспериментальный характер. Его стиль легко узнаваем благодаря специфическому именно для этого музыканта комплексу исполнительских приёмов, среди которых трактовка бас-гитары не только как фундаментального, но и мелодического инструмента, игра в высоком регистре, в том числе интервалами и аккордами, тонкая градация штрихов (типично противопоставление маркированного legato быстрым и при том безукоризненно интонируемым пассажам portamento), широкое использование орнаментальных микроинтервалов, glissandi и пр. экмелики (благодаря безладовому басу, то есть нетемперированной мензуре) и т. д. Исполнительский стиль Пасториуса значительно расширил границы традиционных представлений о возможностях бас-гитары, породил множество подражаний в среде джазовых и даже отчасти рок-музыкантов во всём мире.

## Стиль игры
Джако Пасториус, который играл преимущественно на безладовом басу Fender Jazz Bass 1962 года выпуска, был известен своими виртуозными басовыми партиями, которые объединили ритмы латиноамериканской музыки с ритм-н-блюзом. В его синкопированных бас-линиях в стиле фанк часто задействовались «мёртвые ноты» (извлекаемые без прижатия струн к накладке грифа, не имеющие определённой высоты звучания перкуссивные звуки). В качестве примера можно привести партии баса в композициях «Come on, come over» и «The chicken».
Пасториус был также известен популяризацией безладового электрического баса, на котором он добился тембра, напоминавшего тембр духовых инструментов, особенно при игре в верхнем регистре. Среди примеров «Remark you made» из альбома «Heavy Weather» группы Weather Report и «Continuum» из его дебютного альбома, а также его мелодические линии в песнях Джони Митчелл «Refuge of the road» и «Talk to me».
Одной из основных инноваций Джако было использование флажолетов, благодаря которым ему удавалось значительно расширить звуковой диапазон бас-гитары. Техника звукоизвлечения при помощи натуральных и искусственных флажолетов ярко продемонстрирована в композициях «Portrait of Tracy» из дебютного альбома Джако и «Birdland» группы Weather Report.

## Признание
Пасториус последовательно описывался в гиперболических выражениях. Его, например, называли «возможно, самым важным и инновационным электрическим басистом в истории» и, «возможно, самым влиятельным электрическим басистом сегодня». Уильям К. Бэнфилд, директор по исследованиям предметов африканской культуры, музыке и обществу в Колледже Беркли, описывал Джако как одного из немногих оригинальных виртуозов, которые определили музыкальное движение, наряду с Джими Хендриксом, Луи Армстронгом, Телониусом Монком, Чарли Кристианом, Бадом Пауэллом, Чарли Паркером, Диззи Гиллеспи, Сарой Воан, Биллом Эвансом, Чарлзом Мингусом и Уэсом Монтгомери.
Многие считают Пасториуса величайшим бас-гитаристом, не забывая также и о его композициях и аранжировках. В 2011 году Пасториус был признан одним из лучших бас-гитаристов всех времён согласно опросу, проведённому журналом Rolling Stone. Этот же журнал составил редакционный список величайших басистов в 2020 году, в котором Пасториус был помещён на 8-е место. В честь великого басиста Майлз Дэвис в альбоме Amandla вместе с Маркусом Миллером записал композицию «Mr. Pastorius».

## Дискография

### Сольные альбомы
- 1974 — Modern American Music … Period! The Criteria Sessions (released in 2014)
- Jaco (live) (1974, DIW)
- Jaco Pastorius (1976, Epic/Legacy)
- The Birthday Concert (live) (1981, Warner)
- Word of Mouth (1981, Warner)
- 1982 — Twins I & II (released in 1999)
- Invitation (live) (1983, Warner)
- 1986 — Broadway Blues (released in 1998)
- 1986 — Honestly Solo Live (released in 1990)
- PDB (1986, DIW)
- Live in Italy (1986, Jazzpoint)
- Jazz Street (1986, Timeless)
- 1986 — Heavy’n Jazz (released in 1992)
- Curtain Call (live) (1986, Another Hit)
- 1991 — Live In New York City, Volumes 1-7.
- Portrait of Jaco, the Early Years (2002, HolidayParkRecords.com)
- 2003 — Punk Jazz: The Jaco Pastorius Anthology (compilation)
- «The Essential» (2007), Sony BMG)

### С группойWeather Report
- 1976 — Black Market (on two tracks: «Cannonball» and «Barbary Coast»)
- 1977 — Heavy Weather
- 1978 — Mr. Gone
- 1979 — 8:30
- 1980 — Night Passage
- 1982 — Weather Report
- 2002 — Live and Unreleased
- 2006 — Forecast: Tomorrow

### Сессионный музыкант
- 1975 — Pat Metheny — Bright Size Life
- 1976 — Ian Hunter — All American Alien Boy
- 1976 — Albert Mangelsdorff — Trilogue-Live!
- 1976 — Joni Mitchell — Hejira (on «Coyote», «Hejira», «Black Crow» and «Refuge of the Roads»)
- 1977 — Joni Mitchell — Don Juan’s Reckless Daughter
- 1979 — Trio of Doom — Trio of Doom (Released in 2007)
- 1979 — Joni Mitchell — Mingus
- 1979 — Michel Colombier — Michel Colombier
- 1980 — Joni Mitchell — Shadows and Light
- 1985 — Brian Melvin — Night Food
- 1986 — Brian Melvin — Jazz Street (released in 1989)
- 1986 — Brian Melvin — Nightfood (released in 1988)
- 1986 — Brian Melvin Trio — Standards Zone (released in 1990)
- 1986 — Biréli Lagrène — Stuttgart Aria
- 1988 — Francisco Mondragon Rio — Natural

### Прочие альбомы с участием Пасториуса
- 1974 — Little Beaver — Party Down (on the track «I Can Dig It Baby»)
- 1975 — Ira Sullivan — Ira Sullivan (Acoustic Bass on the track «Portrait of Sal La Rosa»)
- 1976 — Al Di Meola — Land of the Midnight Sun (on the track «Suite-Golden Dawn»)
- 1976 — Joni Mitchell — Hejira (on four tracks: «Coyote», «Hejira», «Black Crow», «Refuge of the Roads»)
- 1977 — Airto — I’m Fine, How Are You? (on the track «Nativity»)
- 1978 — Cockrell & Santos — New Beginnings (rhythm guitar on «I Tried It All»)
- 1978 — Flora Purim — Everyday Everynight (on four tracks: «The Hope», «Five-Four», «Las Olas», «Blues Ballad»)
- 1978 — Herbie Hancock — Sunlight (on the track «Good Question»)
- 1978 — Tom Scott — Intimate Strangers (on the track «Lost Inside The Love Of You (Reprise)»)
- 1979 — Manolo Badrena — Manolo (on the track «The One Thing»)
- 1979 — Michel Polnareff — Coucou Me Revoilou (on the track «Une Simple Melodie»)
- 1980 — Herbie Hancock — Mr. Hands (on the track «4 A.M.»)
- 1982 — Jazz At The Opera House — Produced by Conrad Silvert (on the track «Footprints»)
- 1982 — Bob Mintzer — Source (on two tracks: «I Don’t Know», «Spiral»)
- 1984 — Randy Bernsen — Music for Planets, People & Washing Machines (on two tracks: «Olde Hats», «Windsong»)
- 1985 — Deadline — Down by Law (on the track «Makossa Rock»)
- 1985 — Jimmy Cliff — Cliff Hanger (on the track «Brown Eyes»)
- 1986 — Mike Stern — Upside Downside (on the track «Mood Swings»)
- 1986 — Randy Bernsen — Mo' Wasabi (on three tracks: «Swing Thing», «Jac Attack/Dover Days», «Califoric»)
- 1986 — Randy Bernsen — Paradise Citizens (on the track «Paradise Citizens»)